# Sajóivánka
Sajóivánka es un pueblo húngaro perteneciente al distrito de Kazincbarcika, condado de Borsod-Abaúj-Zemplén.

## Superficie
Cuenta con una superficie de 10,23 km².

## Demografía
Hasta 2024 la población era de 584 habitantes, con una densidad de población de 57,08 hab/km².
| Gráfica de evolución demográfica de Sajóivánka entre 2020 y 2024 |
|                                                                  |
| Datos según la Oficina Central de Estadística de Hungría.        |